# 黑百合
黑百合（學名：Fritillaria camtschatcensis）是百合科貝母屬下的一種高山植物。

## 特徵
多年生植物，雖然叫做黑百合，但實際上分類並非百合屬，而是貝母屬。具有長在地下的鱗莖，莖幹通常高10至50公分，為直立的長茅狀。葉序為輪生。
花期為5-7月，花朵外觀呈鐘形，味道並不好聞。依靠被花的味道所吸引的蒼蠅進行授粉，容易種植，外觀非常顯眼。

## 分布
從日本、加拿大到阿拉斯加皆可看到這種植物。

## 外部連結
- 黑百合相關照片 （页面存档备份，存于）